# Ann Nolan Clark
Pour les articles homonymes, voir Nolan et Clark.
Ann Nolan Clark, née Anna Marie Nolan le 5 décembre 1896 et morte le 13 décembre 1995, est une écrivaine américaine qui a remporté la médaille Newbery de 1953.

## Biographie
Née à Las Vegas, au Nouveau-Mexique, en 1896, Clark est diplômée de la New Mexico Normal School New Mexico Highlands University de Las Vegas à l'âge de 21 ans. Elle épouse Thomas Patrick Clark le 6 août 1919 et donne naissance à un fils unique, Thomas Patrick Jr. qui mourra plus tard en tant que pilote pendant la Seconde Guerre mondiale.
Elle commence sa carrière en enseignant l'anglais à la Highlands University. Cependant, au début des années 1920, elle est transférée pour enseigner la lecture aux enfants amérindiens du peuple Pueblo à Tesuque. Elle y restera 25 ans. Clark découvre que l'école de Tesuque, sous-financée, n'a pas les moyens d'acheter du matériel didactique. Dans le processus d'enseignement de la littérature aux enfants, elle incorpore leurs voix et leurs histoires pour écrire In My Mother's House et d'autres livres pour l'école à classe unique où elle enseigne aux enfants de 6 à 10 ans. Elle écrit sur ce processus et sur ses voyages dans de nombreuses régions d'Amérique centrale et du Sud, dans son livre pour adultes, Journey to the People (1969).
Entre 1940 et 1951, le Bureau des affaires indiennes des États-Unis a publié 15 de ses livres, tous liés à ses expériences avec les Amérindiens. Son livre In My Mother's House, illustré par l'artiste Pueblo Velino Herrera, est nommé livre d'honneur à la médaille Caldecott de 1942.
En 1945, l'Institute for Inter-American Affairs envoie Clark vivre et voyager pendant cinq ans au Mexique, au Guatemala, au Costa Rica, en Équateur, au Pérou et au Brésil. Ces expériences l'ont amenée à écrire des livres tels que Magic Money, Looking-for-Something et Secret of the Andes qui remporte la médaille Newbery en 1953. Dans les années 1940, elle écrit également des livres pour la Fondation Haskell et la Haskell Indian Nations University à Lawrence ; l'un d'eux, The Slim Butte Raccoon est illustré par l'artiste amérindien Andrew Standing-Soldier.
Elle remporte également la Médaille Regina en 1963 de la Catholic Library Association et reçoit un Prix pour son « Service remarquable » du Bureau des affaires indiennes en 1962. Clark meurt en 1995 à Tucson, en Arizona, après avoir écrit 31 livres qui présentent la culture amérindienne, principalement à travers les yeux des enfants.
La famille de naissance de Clark était bien connue au début du 20e siècle dans sa ville natale de Las Vegas, au Nouveau-Mexique. Leur maison, la Nolan House, est inscrite au Registre national des lieux historiques comme l'une des premières maisons en pierre de taille de la ville.

## Récompenses
- 1953 : Médaille Newbery pour Secret of the Andes[7]
- 1963 : Médaille Regina[8]

### Nominations
- 1942 : Médaille Caldecott pour les illustrations de Velino Herrera sur son livre In My Mother's House[9]

## Œuvres
Liste non exhaustive :
- (en) Little Boy with Three Names. Stories of Taos Pueblo, U.S. Office of Indian Affairs, 1940
- (en) In my Mother's House, Viking Press, 1941
- (en) Little Navajo Bluebird, Viking Press, 1943
- (en) About the grass mountain mouse, U.S. Office of Indian Affairs, 1943
- (en) Singing Sioux Cowboy Reader, U.S. Office of Indian Affairs, 1947
- (en) Secret of the Andes, Viking Press, 1952
- (en) The Little Indian Basket Maker, Melmont, 1957
- (en) The Desert People, Viking Press, 1962
- (en) Young Hunter of Picuris, U.S. Office of Indian Affairs, 1963
- (en) Medicine Man's Daughter, Farrar, Straus, 1963
- (en) Blue Canyon Horse, Viking Press, 1969
- (en) Circle of Seasons, Farrar, Straus & Giroux, 1970
- (en) All this wild land, Viking Press, 1976
- (en) To stand against the wind, Viking Press, 1978